# Dvoračky
Dvoračky (deutsch Rochlitzer oder Sahlenbacher Hofbaude) ist der tschechische Name einer Bergbaude auf der südlichen Seite des westlichen Böhmischen Kamms im Riesengebirge.

## Lage
Die Baude steht inmitten einer Rodung, die Dvorské boudy (Hofbauden) genannt wird. Sie befindet sich auf einer Höhe von 1140 m am nördlichen Ende des Vlčí hřeben (Wolfskamm) zwischen den Bergen Lysá hora (Kahler Berg) und Kotel  (Kesselkoppe).

### Wanderwege
Hier treffen an einer Kreuzung mehrere Wege mit dem bereits im 10. Jahrhundert bekannten „Böhmischen Weg“ zusammen.
▬ – Rot ausgewiesen führt dieser alte Handelsweg noch heute als Gebirgspfad von Rokytnice nad Jizerou (Rochlitz an der Iser), das in Luftlinie etwa vier Kilometer südwestlich liegt über die Labská louka (Elbwiese) nach Szklarska Poręba  (Schreiberhau) in Schlesien.  Ein Abzweig hinter dem Kotel führt, unterbrochen von einem kurzen Wegstück mit grüner Beschilderung, über die Zlaté návrší (Goldhöhe) nach Špindlerův Mlýn (Spindlermühle) (11 km).
▬ – Grün gekennzeichnet führt eine Route zunächst an die Kreuzung Ručičky. Hier kann man entweder weiter dem grünen Zeichen folgend den direkten Weg (7,5 km) hinunter nach Harrachov (Harrachsdorf) nehmen oder man gelangt auf einem blau markierten Weg über den Čertova pláň (Teufelsplan), vorbei am Berg Studená (Kaltenberg) und der Felsformation Janova skála (Johannesfelsen) zum Čertova hora (Teufelsberg). Von hier kann man mit dem Sessellift ebenfalls hinunter nach Harrachov kommen.
▬ – Gelb beschildert leitet eine weitere Strecke zunächst zum Pass Sedlo pod Dvoračkami (kurz Sedlo, übersetzt Sattel unter der Hofbaude) und weiter am Westhang des Wolfskamms entlang mit schönen Ausblicken auf Rokytnice zum Weiler Rezek (6 km).
▬ – Blau markiert verläuft  eine  Alternative gemeinsam mit den gelben Wegzeichen zum Sedlo, biegt hier aber scharf nach rechts ab, um im Tal des Huťský potok (Hüttenbach) zum Huťský vodopád (deutsch Hüttenbachfall) zu gelangen. Der Wasserfall stürzt in Kaskaden eine Gesamthöhe von 20 Metern herab. Der Weg zieht weiter, vorbei an der Rodung der Huťská bouda, durch ein wild-romantisches Tal, das nach der ersten Glashütte in Rokytnice aus dem Jahr 1562 benannt ist, bevor nach 4 km der Rochlitzer Ortsteil Rokytno (deutsch Sahlenbach) erreicht wird.
 Das rote D links ist ein sogenanntes „Stummes Zeichen“, tschechisch Němé značky, mit dem die Stangen der Wintermarkierung zur Hofbaude gekennzeichnet sind.

## Geschichte
Die Entstehung des Gebäudes geht auf die Jahre 1707–1708 zurück, als Überlieferungen zufolge an dieser Stelle von Mitgliedern der Familie Schier eine einfache Almhütte errichtet wurde. Diese wurde nach und nach zu einem Bergbauernhof ausgebaut, weil sich die  umliegenden Wiesen ideal zur Viehzucht anboten. Im März 1893 fiel das Gehöft jedoch einem Brand zum Opfer. Später kaufte Graf Harrach die Brandruine und ließ einen Gasthof errichten. Die Baude wurde im aufstrebenden Tourismus rasch bekannt und war auch im Winter häufig besucht. Im Februar 1902 war sie sogar Austragungsort der siebten Böhmischen Skilaufmeisterschaften. Nach der tschechoslowakischen Bodenreform von 1919 und teilweisen Enteignung der Großgrundbesitzer ging das Gebäude 1921 in Staatsbesitz über und wurde an die tschechische Familie Puhonní  verpachtet, die es später kaufte. Zu den prominenten Besuchern gehörte, wie aus dem Gästebuch hervorgeht, Staatspräsident Edvard Beneš und seine Frau Hana, die beide das Riesengebirge liebten und sich vor dem Krieg und im Jahr 1945 auf der Dvoračky erholten.